# Erwin Einzinger
Erwin Einzinger (* 13. Mai 1953 in Kirchdorf an der Krems) ist ein österreichischer Schriftsteller und Übersetzer.

## Leben und Werk
Nach dem Schulbesuch in Linz, Oberösterreich, studierte er Anglistik und Germanistik in Salzburg, arbeitete lange Zeit als Gymnasiallehrer und lebt heute als Schriftsteller und Übersetzer in Micheldorf.
1977 erschien die Gedichtsammlung Lammzungen in Cellophan verpackt und 1983 der Prosaband Das Erschrecken über die Stille, in der die Wirklichkeit weitermachte. Es folgten Veröffentlichungen von Gedichten, Romanen sowie Übersetzungen US-amerikanischer Autoren, darunter John Ashbery, William Carpenter, Robert Creeley und James Schuyler. 
Als Autor erhielt er 1984 den Rauriser Literaturpreis, 2008 den Mondseer Lyrikpreis und 2010 den H. C. Artmann-Preis. 2024 wurde ihm der Georg-Trakl-Preis für Lyrik zuerkannt.

## Buchveröffentlichungen

### Eigene Werke
- Lammzungen in Cellophan verpackt. Gedichte (1977, Verlag Alfred Winter)
- Das Erschrecken über die Stille, in der die Wirklichkeit weitermachte. Einundsiebzigundein Leben (1983, Residenz Verlag)
- Kopfschmuck für Mansfield. Roman (1985, Residenz Verlag)
- Tiere, Wolken, Rache. Gedichte (1986, Residenz Verlag)
- Das Ideal und das Leben (1988, Residenz Verlag)
- Blaue Bilder über die Liebe (1992, Residenz Verlag)
- Kleiner Wink in die Richtung, in die jetzt auch das Messer zeigt. Gedichte (1994, Residenz Verlag)
- Das wilde Brot (1995, Residenz Verlag)
- Aus der Geschichte der Unterhaltungsmusik. Roman (2005, Residenz Verlag)
- Hunde am Fenster. Gedichte (2008, Jung und Jung)
- Ein Messer aus Odessa. Gedichte (2009, Jung und Jung)
- Von Dschalalabad nach Bad Schallerbach. Roman (2010, Jung und Jung)
- Die virtuelle Forelle. Gedichte (2011, Jung und Jung)
- Barfuß ins Kino. Gedichte (2013, Jung und Jung)
- Ein kirgisischer Western. Roman (2015, Jung und Jung)
- (gem. mit Hans Eichhorn) Herbstsonate (2016, Edition Sommerfrische)
- Das Wildschwein. Arabesken (2018, Jung und Jung)
- Ein Rucksack voller Steigeisen (2023, Jung und Jung)

### Übersetzungen
- Robert Creeley, Mabel. Eine Geschichte (Residenz Verlag, 1989)
- Robert Creeley, Autobiographie (Residenz Verlag, 1993)
- William Carpenter, Regen, Gedichte (Residenz Verlag, 1990)
- William Carpenter, Ein Hüter der Herden, Roman (Residenz Verlag, 1993)
- William Carpenter, Mit Feuerzungen, Gedichte (Residenz Verlag, 1995)
- John Ashbery/James Schuyler, Ein Haufen Idioten, Roman (Residenz Verlag, 1990)
- James Schuyler, Hymne an das Leben, Gedichte (Residenz Verlag, 1991)
- John Ashbery, Hotel Lautréamont, Gedichte (Residenz Verlag, 1995)
- John Ashbery, Und es blitzten die Sterne, Gedichte (Residenz Verlag, 1997)
- Ed Sanders, Der Sommer der Liebe. Tales of Beatnik Glory (Hannibal Verlagsgruppe Koch, 2002)